# Томеу Надаль
Бартомеу Надаль Мескіда (ісп. Bartomeu Nadal Mesquida, нар. 8 лютого 1989, Манакор), відомий як Томеу Надаль (ісп. Tomeu Nadal) — іспанський футболіст, воротар.

## Клубна кар'єра
Народився 8 лютого 1989 року в Манакорі на Балеарських островах. Вихованець футбольної школи місцевої «Мальорки».
У дорослому футболі дебютував 2009 року виступами за команду «Мальорка Б», де за два сезони взяв участь у 33 матчах третього іспанського дивізіону. Згодом на тому ж рівні грав за «Хетафе Б» та «Хімнастік».
2016 року приєднався до третьолігового «Альбасете», якому допоміг у першому ж сезоні пробитися до Сегунди, на рівні якої залшався основним воротарем команди протягом наступних чотирьох сезонів.
2021 року на правах вільного агента став гравцем друголігового «Реал Ов'єдо», з яким уклав дворічний контракт. У новій команді став резервним голкіпером.

## Виступи за збірну
2009 року грав у складі юнацької збірної Іспанії (U-20).

## Титули і досягнення
- Переможець Середземноморських ігор: 2009